# Chokri Ben Chikha
Chokri Ben Chikha (officieel Chokri Ben Chikha Ben Mohammed, Oostende, 1969) is een Belgisch acteur, theatermaker, docent en artistiek onderzoeker. In 2003 richtte hij samen met broer Zouzou het internationaal gezelschap Union Suspecte op. Vanaf 2007 is hij docent en artistiek onderzoeker aan de Koninklijke Academie voor Schone Kunsten van Gent. Vanuit die context startte hij in 2009 met de internationale performancegroep Action Zoo Humain waarvan hij artistiek leider is. In 2013 behaalde hij zijn doctoraat in de kunsten. 

## Biografie
Chokri Ben Chikha werd in Oostende geboren en groeide op in Blankenberge bij zijn Tunesische ouders. Hij studeerde geschiedenis aan de Universiteit Gent en waar hij in 1994 zijn licentiaat behaalde. Tijdens en na zijn studies stortte hij zich op de kunst als danser, choreograaf, acteur en theatermaker. In 1990 werd hij praeses van de Vlaamse Geschiedkundige Kring.
Samen met Omar Camara (Senegalese danser en choreograaf) en zijn broer Zouzou Ben Chikha (acteur, muzikant en theatermaker) startte hij in 1994 met Nit Nithei Garabam vzw. In 2001 wist hij nationaal de aandacht te trekken met de regie van de theaterproductie Bruine Suiker, een bewerking van Hugo Claus' toneeltekst Suiker (1958). In 2003 richten de broers, samen met dramaturge Femke Vandenbosch het gezelschap Union Suspecte dat furore maakte met de familietrilogie De Leeuw van Vlaanderen (2003), Onze Lieve Vrouw van Vlaanderen (2005) en Broeders van Liefde (2008), een veelbesproken en ook in het buitenland opgevoerde drieluik dat vertrekt vanuit het vervormde en uitvergrote autobiografisch materiaal van de familie Ben Chikha.
In 2008 besloot Chokri Ben Chikha het gezelschap te verlaten om zich te concentreren op zijn doctoraat in de kunsten met als titel Wat is de kritische waarde van het gebruik van stereotypen als theaterteken? De zoo humain als (onder)zoek(s)instrument.KASK/HoGent en de Universiteit Gent. Reflectie en theatraal experiment staan er centraal. Chokri koos voor een combinatievorm, een interactie tussen onderzoek en over/voor/door kunst en kunst over/voor/door onderzoek. Dit onderzoek was kunstkritisch, inter- en multidisciplinair van aard en heeft het kenmerken van een performatief onderzoeksproject. Vanuit deze context richt hij in 2009 het gezelschap Action Zoo Humain op.
In 2010 maakte Ben Chikha met zijn nieuw theatergezelschap het Heldendooddrieluik (2010-2012) dat bestaat uit drie projecten rond de heldenstatus: één in Senegal (L’Afrique c’est chic, 2010), één in de straten van Vlaanderen (De Ceremonie: heldendood voor de beschaving, 2010) en één in de theaterzaal (De Finale: heldendood voor de beschaving, 2010). Ten slotte rondde hij samen met zijn broer Zouzou Ben Chikha zijn doctoraat in de kunsten af met de multidisciplinaire voorstelling De Waarheidscommissie: Expo Zoo Humain (2013), naar aanleiding van 100 jaar Wereldtentoonstelling van 1913 in Gent. In nagebouwde Afrikaanse dorpen werden toen een honderdtal Senegalezen en Filipijnen tentoongesteld, terwijl ze dorpse taferelen moesten uitbeelden voor een geamuseerd publiek. Met deze voorstelling kloegen de theatermakers de impact van het koloniaal verleden op het heden aan. De Waarheidscommissie werd in 2014 hernomen in Kaapstad, Zuid-Afrika, in samenwerking met de University of the Western Cape en performer/schrijver Tom Lanoye. In 2016 werd de voorstelling hernomen in Antwerpen, in samenwerking met o.a. ccBe, Kultuurfaktorij Monty, Mestizo Arts Festival en Arenberg.
Vandaag concentreert hij zich voornamelijk op de voorstellingen die hij creëert met zijn gezelschap Action Zoo Humain en is hij post-doc onderzoeker en docent (KASK/School of Arts/HoGent). Hij geeft lezingen en performances aan verschillende (onderwijs)instellingen in binnen- en buitenland.

## Regie/Choreografie/Spel/Coach[4]
2001
Regie/choreografie/tekst, Bruine Suiker, (bewerking Suiker Hugo Claus), Stad Ronse i.s.m. vzw Nit Nithei Garabam
2002-2003
Regie/choreografie/tekst, VIVeAldi!, danstheater, Union Suspecte i.s.m. Nieuwpoortheater, Gent
2003 
Regie/choreografie/ spel/deels tekst, De Leeuw van Vlaanderen, Union Suspecte en Publiekstheater, Gent
2005
Regie/choreografie/spel/deels tekst, Onze-Lieve-Vrouw van Vlaanderen, Union Suspecte/ KVS, Brussel
2006
Regie/choreografie, Cutcultuur, Union Suspecte/ Hertenkamp, Nieuwpoorttheater, Gent
2007
Regie/choreografie, Club Ah!Med (jongeren)Union Suspecte/Het Paleis, Antwerpen
2008
Co-regie/choreografie/spel, Broeders van Liefde, met Arne Sierens/Compagnie Cecilia/Union Suspecte/ Het Paleis, Antwerpen
2010 
Choreografie/regie, L’Afrique c’est chic, WCC Zuiderpershuis productie gemaakt in Mbour, Senegal
2010 
Regie/spel, De Ceremonie: Heldendood voor de Beschaving, Action Zoo Humain/ WCC Zuiderpershuis, Theater Aan Zee/ De Vieze Gasten, Gent
2010
Regie/spel, De Finale : Heldendood voor de Beschaving, Action Zoo Humain/ WCC Zuiderpershuis/
2011 
Coach, Secret Gardens, WCC Zuiderpershuis en Dunya vzw
2013
Regie, De Waarheidscommissie: expo zoo humain, Action Zoo Humain/ KASK/HoGent/ kc Vooruit/ coproductie: KASK/Hogent en Vooruit, i.s.m: De Centrale, les ballets C de la B en CAMPO, met de steun van: Vlaamse Overheid, Provincie Oost-Vlaanderen, Stad Gent, Universiteit Gent, Afrikaans Platform, Regie der Gebouwen, Liga Voor Mensenrechten.
2013 Coach, Flandrien, Action Zoo Humain
2013 Regie/acteur, Marie Madeleine (Maria Magdalena), Action Zoo Humain i.s.m. Productiehuis Rotterdam (Rotterdamse Schouwburg)
2015 Regie, Join the revolution, Action Zoo Humain, coproductie: Vooruit, School of Arts - KASK
2016 Regie, Onderworpen, Action Zoo Humain en NTGent
2017 Regie, Amnes(t)ie, Action Zoo Humain, KASK
2018 Regie, Amne(i)s(t)ia: SAY SORRY, Institut del Teatre Barcelona, Temporana Alta, Action Zoo Humain en KASK
2020 Regie, Terug naar Trots, Toneelacademie Maastricht, Action Zoo Humain en KASK  
2021 Regie, Testament van een Journalist, Action Zoo Humain in co-productie met Perpodium en in samenwerking met NTGent, Historische Huizen Gent, Danspunt, CC Westrand, Futurn (bedrijvenpark Westgate), Van Steenbrugge Advocaten  

## Acteur/Danser[4]
1998 
Danser/percussionist, K'dar, choreografie Abdel Zarouk, Hush Hush Hush, CC Berchem, Vooruit, Gent
2002
Acteur/danser, Lieg Liefje Lieg, regie Johan De Smet, Kopergietery, Gent
2002
Acteur/danser, Het huis van de Zwanenbroeders, regie Jan Van Opstal, Publiekstheater/ Arca (NTGent), Gent
2003
Acteur, Tijland, regie Johan De Smet, Publiekstheater (NTGent)/Kopergietery, Gent
2003
Acteur/percusionist, Maria Dolores, Wayn Traub, Antwerpen
2004
Acteur, Lysistrata, Regie Tui Boermans, KVS Brussel en Theater Compagnie Theater, Amsterdam
2004
Acteur/creatie, De dichters, film in opdracht van Lichtpunt, Canvas,VRT

## Onderwijs & onderzoek
Gastdocent beweging en performance
- 2002: Stedelijke Academie voor Dans (Gent)
- 2005: RITCS
- 2007-2021: docent performance KASK/School of Arts/HoGent
- 2008: Ziguinchor org. Fotti (Senegal)
- 2009 en 2020: Toneelacademie Maastricht
- 2010-2021: Universiteit Antwerpen

Onderzoeksprojecten
- 2007-2013: Wat is de kritische waarde van stereotypen als theatertekens? (doctoraatsproject met A. van Dienderen en C. Stalpaert)
- 2015-2018: Performing the invisible: Wat is het activerend potentieel van het injecteren van fictie in de hedendaagse maatschappelijke werkelijkheid?
- 2015-2019: Connecties/Collecties: machtsobjecten en instituties in noordoost-Congo (1800-1960) met J. Kibushi Ndjate Wooto, K. Stroeken, V. Van Bockhaven en M. Couttenier.

## Publicaties
- 2009: Spraakmakers chatten: Chatten met Katrien en Chokri. Artikel in Momenten, Vol. 2009, Nr. 4, 2009, blz. 44-48.[6]
- 2012: Guess who's coming to dinner. Liber amicorum voor Rik Pinxten met An Van Dienderen, Ine Pisters en Chia Longman bij Academia Press.[6]
- 2013: Brief aan mijnheer de Minister Bourgeois en performancekunstenaar Brett Bailey: Van inboorling tot immigrant, heen en terug in "Gent 1913. Op het breukvlak van de moderniteit" van Wouter Van Acker, Christophe Verbruggen, Mui-Ling Verbist, Gent by Snoeck
- 2013: Staging/caging 'otherness' in the postcolony: spectres of the human zoo. Publicatie met Karel Arnaut in Critical Arts, Vol. 27, Nr. 6, 6, 2013, blz. 661-683.[6]
- 2017: Zoo humain. De blijde terugkeer van de barbaar. (LannooCampus, 2017)[7]

## Erkenning
- 1997: 2de prijs op de Parijse Concours Internationale de Danse d'Inspiration Africaine.
- 2004: 2de plaats bij de Prijs voor de Democratie
- 2005: Louis Paul Boonprijs, Gent.
- 2014: Artist Award Afrika Filmfestival, Leuven.
- 2018: Cutting Edge Award voor het Beste Theater (Onderworpen, naar de gelijknamige roman van Michel Houellebecq, Chokri Ben Chikha in co-regie met Johan Simons)
- 2018: Geselecteerd door de jury van het Theaterfestival (10 beste voorstellingen van het seizoen 2017-2018: Amnestie, concept en regie Chokri Ben Chikha)

- Gemeinsame Normdatei: 1053439857
- International Standard Name Identifier: 0000 0004 3558 9871
- Virtual International Authority File: 309629626
- WorldCat: E39PBJrcmQvXRjtkfrfdDmrKBP